# پیوند فای
در شیمی، پیوندهای فای (پیوندهای φ) پیوندهای شیمیایی کووالانسی هستند، که در آن شش لوب از یک اوربیتال اتمی با شش لوب اوربیتال اتمی دیگر همپوشانی دارند. این همپوشانی منجر به تشکیل یک اوربیتال مولکولی پیوندی با سه صفحه گرهی می‌شود که شامل محور بین هسته ای است و از هر دو اتم عبور می‌کند.
حرف یونانی φ در نام این پیوندها به اوربیتال‌های f اشاره دارد، زیرا تقارن مداری پیوند φ مانند نوع معمول (۶ لوبی) اوربیتال f است که در پایین محور پیوند دیده می‌شود.
یک نامزد احتمالی در سال ۲۰۰۵ برای مولکولی با پیوند فای (پیوند U-U، در مولکول دی‌اورانیوم U2) شناخته شد. با این حال، مطالعات بعدی که برهمکنش‌های مدار اسپین را در نظر گرفتند، نشان دادند که پیوند فقط مرتبه چهارم است. شواهد تجربی وجود پیوند فای بین اتم توریم و سیکلواکتاتتراان در توروسن را نشان داده‌اند که توسط تجزیه و تحلیل محاسباتی به دست آمده‌است.